# Harry Rubin
Harry Rubin (* 23. Juni 1926 in New York City; † 2. Februar 2020) war ein US-amerikanischer Zellbiologe und Virologe.
Rubin promovierte 1947 in Veterinärmedizin an der Cornell University (DVM). 1948 bis 1952 war er am Virus-Labor des USPHS (United States Public Health Service) in Alabama und 1952/53 an den Laboratorien der National Foundation of Infantile Paralysis in Kalifornien. Ab 1953 forschte er am Caltech, 1958 wurde er Associate Professor und 1960 Professor für Virologie an der University of California, Berkeley. Ab 1988 wechselte er auf eine Professur für Molekular- und Zellbiologie in Berkeley.
1964 erhielt er mit Renato Dulbecco den Albert Lasker Award for Basic Medical Research für Forschungen über Tumorviren, ein Gebiet, auf dem Rubin einer der Pioniere war, und sein Labor war damals in den 1950er und 1960er Jahren eines der führenden Zentren in der Tumorviren-Forschung. 1955 zeigte er, dass jede Zelle eines Tumors, der durch ein Rous-Sarkom-Virus (RSV) erzeugt wurde, infektiöse Viren weitergeben konnte, ohne dass die Zelle abstarb. 1962 zeigte er mit Peter K. Vogt, dass es mit RSV eng verwandte Viren gibt, die keinen Krebs verursachen, sich aber genau wie die RSV in den Wirtszellen vermehren, so dass die krebserzeugende Wirkung unabhängig vom Reproduktionszyklus des RSV war. In den 2000er Jahren beschäftigte er sich mit Krebsentstehung und den Einfluss der zellulären Mikro-Umgebung auf Tumorzellen. Außerdem befasste er sich mit Alterungsprozessen von Zellen und der allgemeinen Frage, wie auf zellulärer Ebene in Lebewesen durch Kontakt von Zellen untereinander im Gewebe Ordnung aufgeprägt wird und wie diese bei Tumorentstehung und Alterung verloren geht.
1959 erhielt er den Rosenthal Award und 1961 den Eli Lilly Award. 1966 war er Harvey Lecturer. Er war Mitglied der National Academy of Sciences und der American Academy of Arts and Sciences (1974).
Er war seit 1952 verheiratet und hat vier Kinder.